# 50000 (عدد)
50000 (خمسون آلف) هو عدد صحيح. يلي العدد 49999 ويسبق العدد 50001 وهو عدد طبيعي.
الخمسون ألف الواحدة تساوي خمسون ألف.

## في الرياضيات
- حسب نظام العد العشري في الرياضيات، يمكن كتابة العدد خمسون آلف على النحو التالي:
- 50,000 — خمسة متبوعًا بأربعة أصفار.
- 5 × 104 — خمسة في عشرة مرفوعة لأس أربعة.